# Постолово (Підляське воєводство)
Постолово (пол. Postołowo) — село в Польщі, у гміні Гайнівка Гайнівського повіту Підляського воєводства. Населення — 135 осіб (2011).

## Історія
За припущенням історика Юрія Гаврилюка, поселення на місці нинішнього Постолового з'явилося у другій половині XVIII століття.
У 1975—1998 роках село належало до Білостоцького воєводства.

## Демографія
Демографічна структура станом на 31 березня 2011 року:
|          | Загалом | Допрацездатний вік | Працездатний вік | Постпрацездатний вік |
| -------- | ------- | ------------------ | ---------------- | -------------------- |
| Чоловіки | 64      | 10                 | 48               | 6                    |
| Жінки    | 71      | 13                 | 38               | 20                   |
| Разом    | 135     | 23                 | 86               | 26                   |